# Heliangelus zusii
Heliangelus zusii là một loài chim trong họ Trochilidae.